# ناحیه مسعد
ناحیه مسعد (به عربی: دائرة مسعد) یک ناحیه در الجزایر است که در استان جلفه واقع شده‌است.